# Ndeye Aminata Niang
Pour les articles homonymes, voir Niang.
Ndeye Aminata Niang, née le 12 septembre 1969, est une athlète sénégalaise.

## Biographie
Ndeye Aminata Niang remporte la médaille de bronze du relais 4 x 100 mètres aux championnats d'Afrique d'athlétisme 1988 à Annaba. 
Elle est également championne du Sénégal du 100 mètres en 1989 et 1993 et du 200 mètres en 1988, 1989 et 1993.

### Palmarès
| Date | Compétition            | Lieu   | Résultat | Épreuve   | Performance |
| ---- | ---------------------- | ------ | -------- | --------- | ----------- |
| 1988 | Championnats d'Afrique | Annaba | 3e       | 4 x 100 m | 46 s 45     |

### Records
| Épreuve | Épreuve   | Performance | Lieu    | Date            |
| ------- | --------- | ----------- | ------- | --------------- |
| 100 m   | Plein air | 12 s 35     | Sudbury | 27 juillet 1988 |
| 200 m   | Plein air | 25 s 25     | Sudbury | 29 juillet 1988 |